# Newport Coast
Newport Coast é uma antiga Região censo-designada localizada no estado americano da Califórnia, no Condado de Orange.

## Demografia
Segundo o censo americano de 2000, a sua população era de 2671 habitantes.

## Geografia
De acordo com o United States Census Bureau tem uma área de 18,7 km², dos quais 18,3 km² cobertos por terra e 0,4 km² cobertos por água.

## Localidades na vizinhança
O diagrama seguinte representa as localidades num raio de 16 km ao redor de Newport Coast.